# 曲姓
曲姓是華人中的一個姓氏。

## 分布
曲氏分布很廣，主要在中國大陸東北、華北等地。在臺灣的曲氏大部分是隨中華民國政府撤退來台的山東籍人。據中華民國內政部戶政司民國112年（2023年）10月的數據，臺灣曲姓人口共有2,438人，為中華民國姓氏人數排名第187名。

## 淵源
1. 據《風俗通義》所載，出自姬姓。周朝周武王將第三個兒子叔虞封於晉。叔虞的第八代孫，即春秋時代晉國的晉穆侯又封其少子成師於“曲沃”（今山西省聞喜縣東北），世稱曲沃桓叔，孫後來自立為晉武公。而成師的後代就以封地名作為姓氏，為“曲沃”氏。後又改單姓“曲”。
2. 源於夏王桀的大臣曲逆。
3. 源於繁體字的「姓」改姓。「麴」字曾因《簡化字總表》合并簡化而改成了「曲」字，並將「麴姓」與「曲姓」合而為一。自《通用规范汉字表》于2013年頒布起（「麹」於三級字表，序號7748），已將「麴」字恢復並類推簡化成「麹」字，故大陸最新規範以「麹」為「麴」的簡體正寫，「麴姓」與「曲姓」不再合而為一。[1]

## 郡望
- 陝郡：陝城，今河南省三門峽市西。
- 平陽郡：今山西省臨汾縣西南。
- 雁門郡：雁門山一帶。
- 晉昌郡：今安西，玉門市一帶。
- 安康郡：金州，今陝西省安康縣。

## 族譜
東萊曲氏族譜